# Aline Koller
Pour les articles homonymes, voir Koller.
Aline Koller, née le 3 mars 2002, est une cavalière suisse de voltige.

## Carrière
Aux Jeux équestres mondiaux de 2018 à Tryon, elle remporte la médaille d'argent en voltige par équipes, avec Nadja Büttiker, Elisabeth Bieri, Samira Koller, Ramona Näf et Kyra Seiler.